# Heidemarie Dreßel
Heidemarie Dreßel (* 18. Juli 1943 in Dresden) ist eine deutsche Plastikerin und Installationskünstlerin.

## Leben

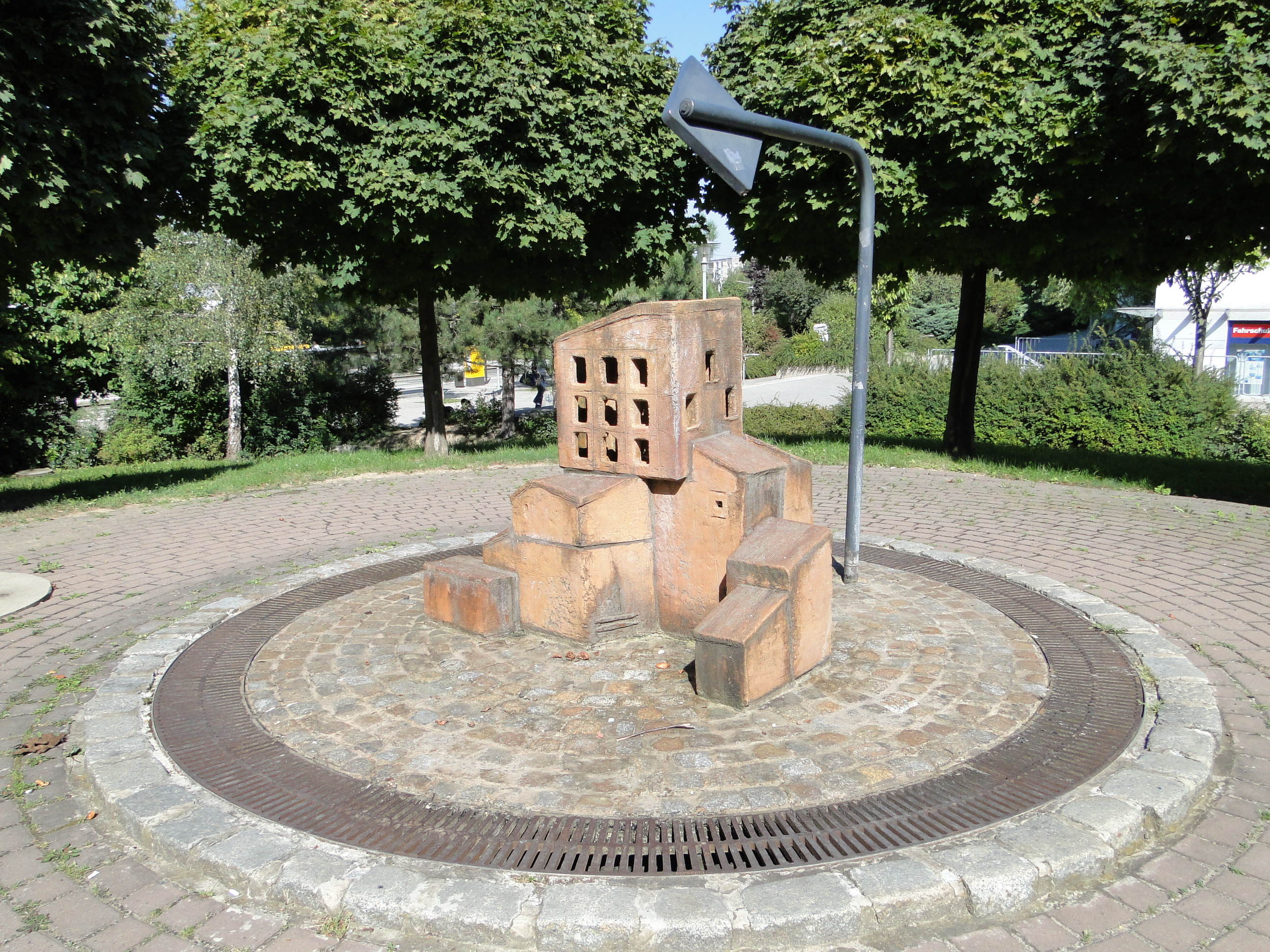
Nasses Haus, 1984

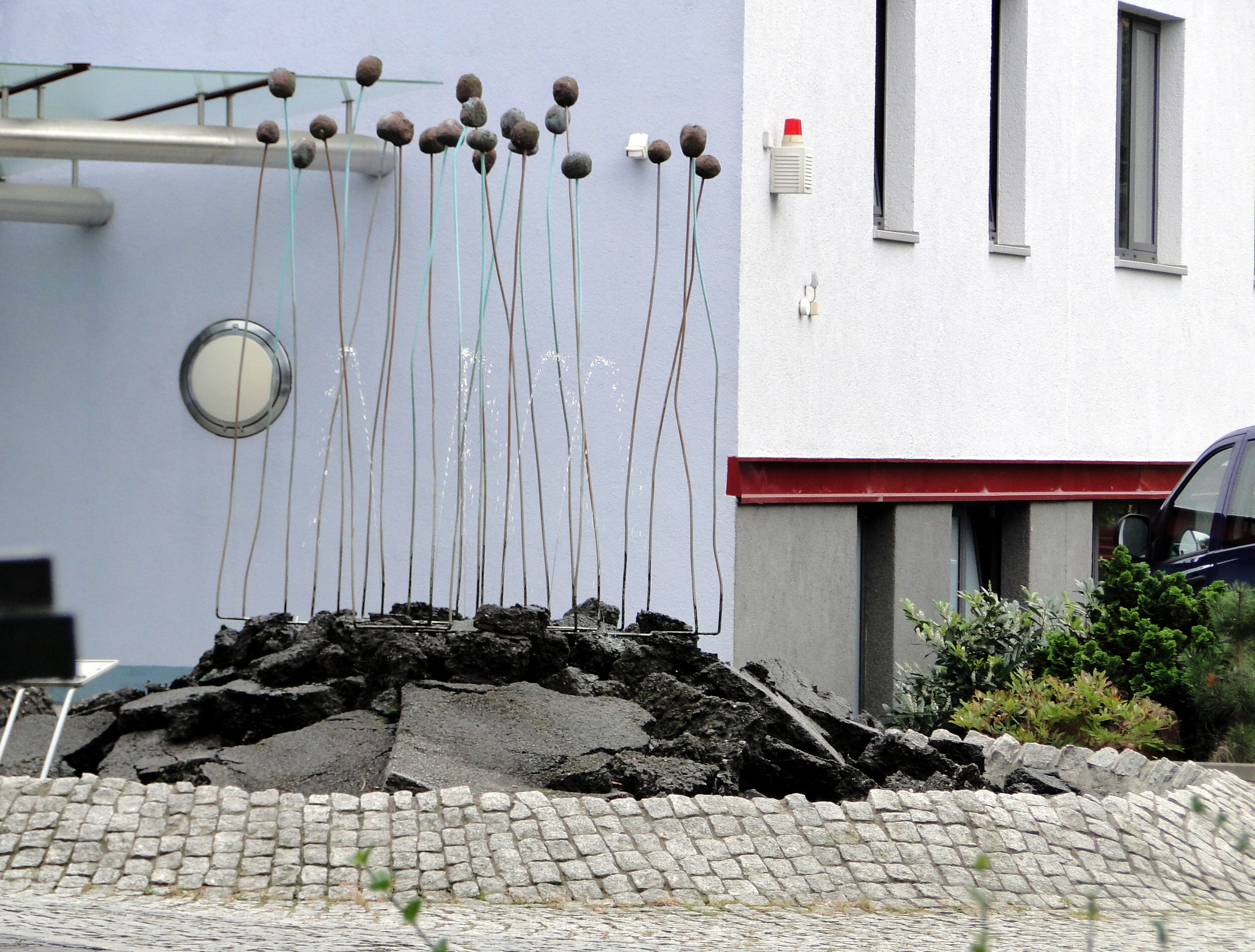
Schönwetterbrunnen, 1997

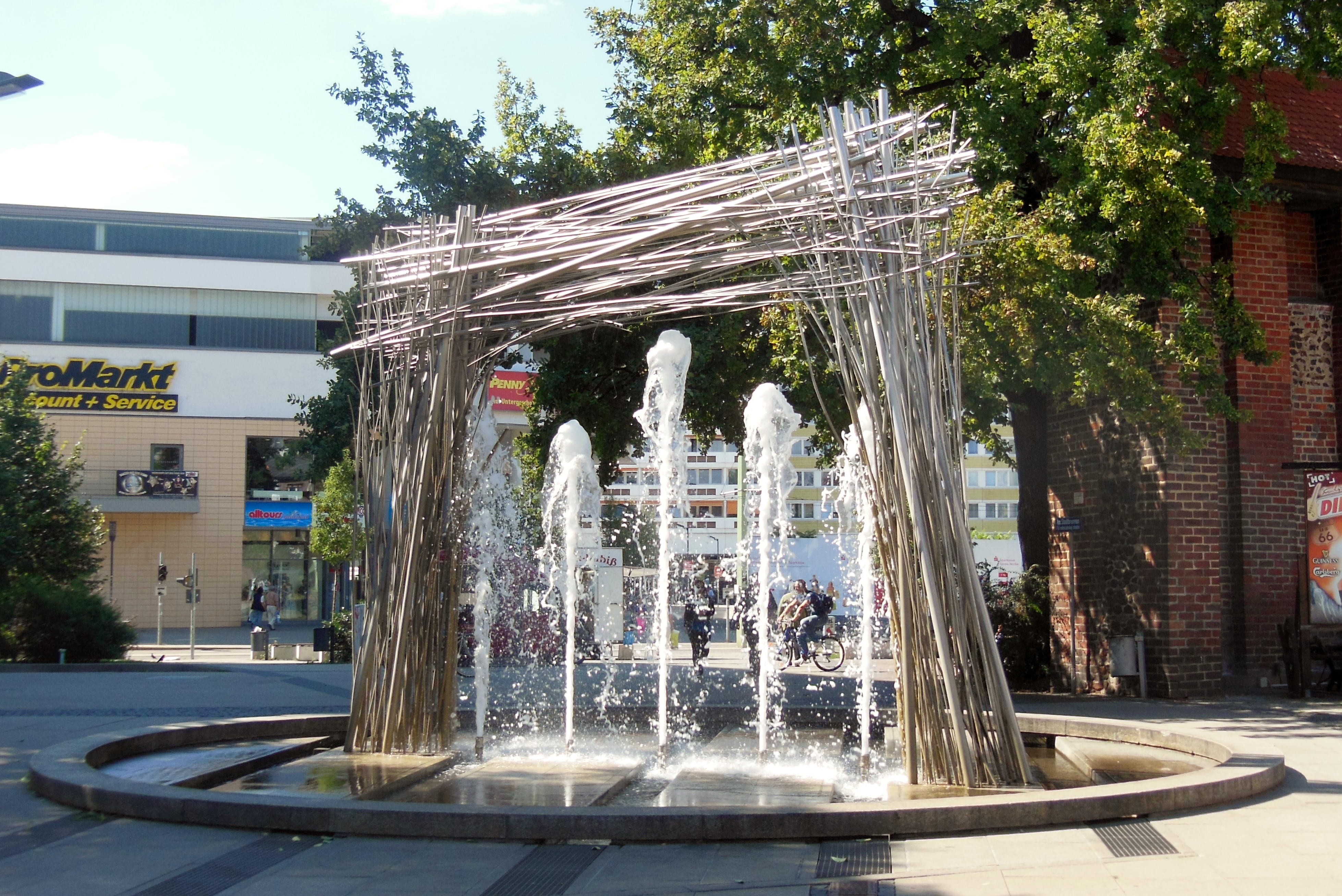
Wassertor, 2003

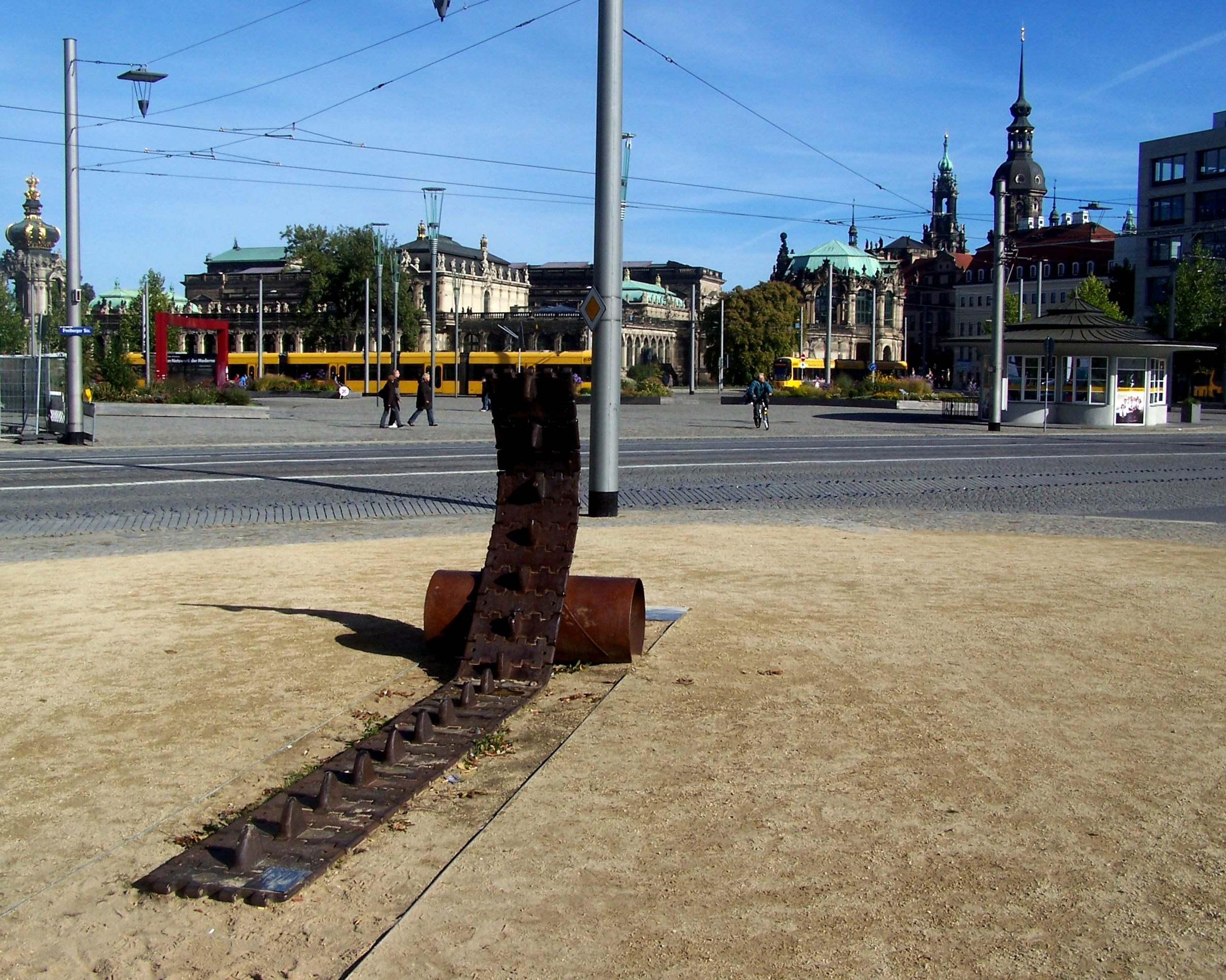
Denkmal Volksaufstand 17. Juni, 2008

Dreßel studierte 1963 an der Hochschule für Architektur Weimar und von 1964 bis 1969 Architektur an der Kunsthochschule Berlin-Weißensee. Zu ihren Lehrern gehörte Selman Selmanagić. Nach Ende ihres Studiums war Dreßel 1972 im Möbelkombinat Hellerau tätig, arbeitete von 1973 bis 1980 als Architektin und war von 1976 bis 1980 Mitarbeiterin im Büro für architekturbezogene Kunst in Dresden. Seit 1980 ist Dreßel freischaffend als Plastikerin aktiv.

## Wirken
Heidemarie Dreßel war bis 1990 Mitglied des Verbands Bildender Künstler der DDR und wurde 1989 Mitbegründerin der Kunstvereinigung Dresdner Sezession 89. Sie konzipierte und organisierte dabei maßgeblich die temporären Kunstaktionen Mnemosyne der Gruppe sowie den Mnemosyne-Wasser-Kunst-Weg entlang des Kaitzbachs und der Prießnitz. Dreßel arbeitet mit Keramik, Holz, Metall und Textil, wobei auch das Element Wasser häufig eine Rolle spielt. Sie schuf mehrere Werke im öffentlichen Raum, darunter vor allem Brunnen und Wasserspiele: Der Brunnen Nasses Haus in Dresden-Gorbitz entstand bereits 1984, wurde jedoch erst 1993 aufgestellt und 2013 restauriert. Im Jahr 1997 wurde der solarbetriebene Schönwetterbrunnen aus Asphalt und Metall in Dresden-Plauen aufgestellt. Weitere Brunnen Dreßels befinden sich auf dem Gelände des Dresdner Universitätsklinikums, im Gesundheitspark Bad Gottleuba sowie in Cottbus. Das dortige Wassertor genannte Wasserspiel ist sechs Meter hoch und besteht aus Edelstahlrohren, die einen Torbogen bilden. Der Brunnen greift dabei auf die Größe des Vorgängerbrunnens zurück und hat die Granitumrandung des abgetragenen Krebsbrunnens. Der Brunnen wurde in der Stadt „sowohl euphorisch begrüßt als auch vernichtend abgelehnt“. Die Installation Viva Fluvia!, die Dreßel bereits 1998 beim Pieschener Hafenfest gezeigt hatte, befindet sich seit 2005 als feste Installation auf dem Gelände des Klärwerks Dresden-Kaditz an der Stelle, in der das gereinigte Abwasser zurück in die Elbe fließt. Es handelt sich bei Viva Fluvia! um eine 14 Meter hohe Konstruktion aus Edelstahl, die aus Düsen Grundwasser auf die Elbwiese unweit der Kaditzer Autobahnbrücke sprüht. Dabei sprüht die Installation immer dann, wenn ein Elbdampfer das Kunstwerk passiert. „Heidemarie Dreßels Gestaltungswille ist geprägt von experimentellem Phantasiereichtum, der sich an Naturformen orientiert, von Strukturen, Rhythmus und Bewegtheit lebt und den Betrachter immer nachhaltig integriert“, schrieben die Dresdner Neueste Nachrichten im Jahr 2003.
Auf dem Postplatz in Dresden befindet sich seit 2008 die Gedenkstätte für den Volksaufstand am 17. Juni 1953. Im 2007 ausgeschriebenen Wettbewerb setzte sich Dreßels Entwurf durch. Er zeigt ein 5,50 Meter langes originales Teilstück einer russischen Panzerkette (Typ T-34) als Skulptur in einem begehbaren Sandbett, das durch die Fußabdrücke der Betrachter ständig verändert wird. So werde nach Aussage der Künstlerin „symbolisiert, wie aktuell militärische Gewalt bis heute ist“. Nach seiner Einweihung wurde das Denkmal kontrovers diskutiert.

## Werke

### Im öffentlichen Raum (Auswahl)
- 1983: Spielbrunnen aus Keramik, Kindergarten, Freifläche, Coswig bei Dresden
- 1984: Brunnen Nasses Haus in Dresden-Gorbitz (1993 aufgestellt)
- 1992: Brunnen Treppauf Treppab, Universitätsklinikum Dresden
- 1995: Brunnen Rondo Impulsiva, Gesundheitspark Bad Gottleuba
- 1997: Schönwetterbrunnen, Bernhardstraße, Dresden
- 2003: Wassertor, Stadtpromenade, Cottbus
- 2005: Viva Fluvia!, Stadtentwässerung Dresden, Elbufer in Dresden-Kaditz
- 2008: Denkmal zum Volksaufstand am 17. Juni 1953, Postplatz, Dresden

### Temporäre Installationen (Auswahl)
- 1995: Nocturne, Wasser-Klang Installation mit Erwin Stache
- 1997: Wasserspiele an der Prießnitz, im Rahmen der Kunstaktion Mnemosyne ’97
- 1998: Überquerung, Seil-Netz-Installation im Rahmen der Dresdner Tage der zeitgenössischen Musik, Zwingerteich Dresden
- 2001: Nachtstück, Palaisteich, Großer Garten, Dresden
- 2004: Stauzone, ungebrannter Ton, Bildhauer-Symposium in Hütscheroda

## Ausstellungen (Auswahl)
- 1979–1989: Bezirkskunstausstellungen Dresden
- 1985: Textil 85, Weimar
- 1987–1988: X. Kunstausstellung der DDR
- 1990–1997: Ausstellungen der Dresdner Sezession 89
- 1992: Skulpturen im Park, Schlosspark Winnenden
- 1993: Melusine, Zwingerteich, Dresden
- 1995: Triennale Wrocław
- bis 1997: Mnemosyne, Wasser-Kunst-Aktionen der Dresdner Sezession 89
- 1998: an Elbe und Rhein, Projekt der Elisabeth-Montag-Stiftung
- 1999: Kunstgarten-Lustgarten, Stadtpark Hannover
- 2000: Zwischenzeitwerkstatt Bremen
- 2001: BlickRaum-FixBad, Neuer Sächsischer Kunstverein Dresden
- 2003: Hiverale I, Palais im Großen Garten, Dresden (Installation Allerweltsmenü)
- 2005: Don Quijote, Neue Sächsische Galerie, Chemnitz
- 2009: Bundesgartenschau, Außenstelle Wietow, Solarzentrum
- 2010: Bilder zur Passion, Dom Meißen (mit Gerda Lepke)
- 2013: Über den Dingen – Retrospektive; Galerie Drei, Dresden
- 2013: Form und Raum, Architektenkammer Sachsen, Dresden